# Любча (Приморский край)
Любча — исчезнувшее село в Ханкайском районе Приморского края России.

## История
Село располагалось вдоль тракта, ведущего к селу Комиссарово, вниз к реке Синтуха и под сопку. В 1933 году в селе образовался колхоз «Быстрая Синтуха», в след за ним колхоз им. Андреева. В колхозе была животноводческая ферма, свиноферма, сеяли зерновые, сою. В каждом дворе было большое хозяйство, занимались садоводством.
Решением исполкома от 11.06.1959 года № 186 «село Любча Ильинского сельского совета исключено из списка учета ранее существующих населенных пунктов».

## Население
В 1907 году население насчитывало 197 человек.

## Памятники
На месте села сохранился памятник воинам, умершим от ран, полученных на полях сражений в августе 1945 года.

## Известные уроженцы
- Матвеев, Владимир Гаврилович (1939—2017) — театральный актёр и режиссёр, народный артист России.